# الحقوق السياسية
الحقوق السياسية هي سلطات تقررها فروع القانون العام للشخص باعتباره منتم إلى وطن معين (مواطن)، والتي يستطيع بواسطتها أن يباشر أعمالا معينة يشترك بها في إدارة شؤون المجتمع: مثل حق الانتخاب وحق الترشيح وحق تولي الوظائف العامة وهاته الحقوق تقابلها واجبات وهي حق الدولة على المواطن الخدمة الوطنية والدفاع والحماية . والهدف من الحقوق السياسية هو حماية المصلحة أو المصالح السياسية للدولة لذلك لا يعترف بها للأجانب، لأن الأجنبي لو اخترق مصالح الدولة فعلى فرض أنه يحول بعض الأسرار لدولته وهذا يشكل خطرا على الدولة.

## أنواع الحقوق السياسية
الحقوق السياسية تثبت للفرد باعتباره مواطنا في مجتمع سياسي معين تخول له المساهمة في حكم هذه الدولة وهي قاصرة على المواطنين دون الأجانب. و الجنسية هي معيار ثبوت هذا النوع من الحقوق باعتبار أن الجنسية رابطة سياسية تربط الفرد بدولة معينة وتميزه عن غيره من مواطني الدول المختلفة وهذه الحقوق تتمثل في:
• حق الانتخاب (مع مراعاة باقي الشروط): ويعني هذا الحق إعطاء الفرد كعضو في الدولة الحق في انتخاب ممثليه السياسيين من قبيل رئيس الدولة ـ بالنسبة للأنظمة التي تعتمد النظام الانتخابي ـ، أو أعضاء البرلمان
• حق الترشح: : وهذا الحق يشمل كلا من الترشيح لرئاسة الجمهورية، أو الترشيح للمجالس النيابية (البرلمان). ولكن هذا لا يعني أن كل شخص من الشعب يمكنه الترشيح لتولي المنصبين من دون توفر شروط معينة، لأن هذا يعد مخالفاً للعقل، ولكن يجب الالتفات إلى أن هذا الحق، هو حق لكل أفراد الشعب ولكن مع توفر الشروط التي اقرها الدستور فيمن يروم الترشيح لكل من المنصبين السابقي الذكر
• حق تولي الوظائف: وفي العادة تقتصر هذه الحقوق على الوطنيين
• حق الحماية
وهذه الحقوق السياسية تقابلها واجبات:
• واجب أداء الخدمة الوطنية
• الدفاع عن الوطن في حالة وقوع عدوان خارجي أو حتى داخلي
• الولاء للدولة (العمل على حماية أمن الدولة داخليا وخارجيا والإخلاص للوطن)

## خصائص الحقوق السياسية
الحقوق السياسية تمنح اعتبارا إلى الحالة السياسية، ومن أبرز مميزات الحقوق السياسية أنها:
- لا تثبت لكل الأشخاص بل فقط تثبت لمن يتمتع بجنسية الدولة كقاعدة عامة، ويستثنى الشخص الذي يسلب من الحق السياسي (الوطني الذي ارتكب جناية).
- هذه الحقوق السياسية الهدف منها هو حماية المصلحة أو المصالح السياسية للدولة لذلك لا يعترف بها للأجانب، لأن الأجنبي لو اخترق مصالح الدولة فعلى فرض أنه يحول بعض الأسرار لدولته وهذا يشكل خطرا على الدولة.
- ليس لهذه الحقوق طابع مالي، ولا ترد عليها معاملة مالية.
- الحقوق السياسية لا يجوز التنازل عنها.